# Lackadaisy
«Лакадэйзи» (англ. Lackadaisy; другие русские варианты — «Лакедейзи», «Маргиналка»; также известен, как Lackadaisy Cats) — веб-комикс, созданный американской художницей Трейси Дж. Батлер. Действие происходит во времена сухого закона в 1927 году в городе Сент-Луис штата Миссури, населённом антропоморфными кошками. Комикс повествует о судьбе спикизи «Маргиналка» после убийства его основателя.
Комикс сочетает в себе элементы комедии, криминала и мистики. Рисунки отличаются высокой степенью детализации, их стиль напоминает анимационные фильмы Уолта Диснея и Дона Блута. К ним применён эффект сепии, что делает их похожими на фотографии 1920-х годов. Первая страница вышла 19 июля 2006 года. Начиная с 130 страницы комикс частично становится цветным, заметно улучшена прорисовка персонажей.

## Начало действия
В 1920 году, когда в США был принят сухой закон, Атлас Мэй открывает кафе «Маргаритка» (англ. Little Daisy), служащее прикрытием для нелегального, но очень популярного бара «Маргиналка» (англ. Lackadaisy), расположенного в устье лабиринта известняковых пещер. Право входа в бар давала исключительно булавка в форме символа заведения — трефовой масти.
Нелегальный алкоголь поступает в заведение без особых препятствий, поэтому оно быстро приобретает постоянных клиентов и становится самым посещаемым в городе.
В 1926 году происходит загадочное убийство Атласа. Кафе и спикизи переходят под управление его овдовевшей жены, Митци. Заведение теряет клиентов, что почти приводит его к закрытию. Та небольшая часть сотрудников, которые не оставили его, делают всё, чтобы сохранить бизнес.

## Создание комикса
Батлер создает комикс, делая карандашные наброски исходных рисунков, затем сканируя и корректируя их в графических редакторах, таких как Photoshop, где затем собираются панели. Далее страницы комиксов красят в серые тона; повышают резкость там, где это необходимо, а диалоги и звуковые эффекты добавляются в отдельном слое. Эффект сепии добавляется в последнюю очередь. Некоторые из кошачьих персонажей были созданы на основе собственных домашних животных Трейсиː Айви и Кэлвине.

## Биография художницы

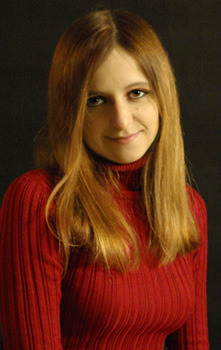
Создательница комикса Трейси Батлер (р. 1980)

Американская карикатуристка Трейси Батлер родилась в 1980 году в Спрингфилде, штат Массачусетс. В старших классах во время уроков рисовала карикатуры и создавала персонажей. В течение года изучала биологию в Колледже Богоматери Вязов в Массачусетсе, прежде чем вернуться к своему творчеству. Трейси создала веб-сайт с некоторыми из своих работ, что привело к предложению работы от Simutronics — компании по разработке игр из Миссури, где она занималась рисованием иллюстраций и графическим дизайном, а затем перешла к 3D-дизайну персонажей и анимации. Прожив некоторое время в Сент-Луисе, Батлер купила 100-летний дом и начала изучать его прошлое, историю местного района и, в конечном итоге, историю самого Сент-Луиса. В сочетании с её интересом к джазовой музыке и персонажами, которых она придумала в школе, в июле 2006 года она создала комикс Lackadaisy. Печатная версия на итальянском была опубликована в 2008 году, а английская версия — в 2009 году.

## Анимационная адаптация
В марте 2020 года было объявлено, что Iron Circus Comics планирует производство анимационной короткометражки по мотивам веб-комикса, режиссёром которого станет аниматор Фэйбл Сигл. Проект финансировался на Kickstarter. 27-минутная анимация была выпущена 29 марта 2023 года на официальном YouTube-канале Lackadaisy. В августе проект собрал более двух миллионов долларов на краудфандинговой платформе BackerKit, что позволит выйти первому сезону, в котором будет 5 эпизодов и 3 мини-эпизода.

## Персонажи

### Основные персонажи
- Атлас Мэй — основатель кафе «Маргаритка» и, впоследствии, спикизи «Маргиналка». Был убит из-за конкуренции с другим заведением в 1926 году. Его вдова, Митци, подозревается в некоторой причастности к убийству. Персонаж появляется только во введении к комиксу и иногда фигурирует в сценах воспоминаний некоторых персонажей.
- Митци Мэй (озвучиваниеː Эш Вагнер) — вдова Атласа и хозяйка заведения. Она сталкивается с задержкой поставок, сомневается в своих способностях к управлению и не может забыть о гибели своего мужа. Внешне, однако, полностью невозмутима.
- Роки Рикэби (озвучиваниеː Майкл Ковач) — бывший скрипач джазового оркестра «Маргиналки». Когда спикизи пришёл в упадок, занялся доставкой джина и виски. Иногда впутывает в преступные делишки своего двоюродного брата Кэлвина.
- Айви Пэппер (озвучиваниеː Лиза Реймолд) — крестница Атласа, студентка университета, часть дня работает в «Маргаритке». Умная, хотя слегка непостоянная девушка. Хорошо осведомлена о тайной жизни заведения. Хорошо относится к Виктору, которому также легче общаться с ней, чем с кем-либо другим, и привязана к Кэлвину.
- Виктор Васько (озвучиваниеː Джейсон Марноха) — иммигрант из Австро-Венгрии, говорит с сильным словацким акцентом. Занимался бутлегерством, но впоследствии был переведён на менее сложную работу из-за возраста и вызванных спецификой его работы травм (по словам Роки, колени Виктора не сгибаются). Чаще всего выполняет работу бармена, хотя его характер и внешний вид к этому не располагают. Ранее работал с Мордекаем.
- Седжуик «Уик» Сэйбл (озвучиваниеː Брэдли Гарет) — молодой бизнесмен, добившийся значительных успехов в горном деле. Старый клиент «Маргиналки» и поклонник Митци.
- Нина Макмарри — мать Кэлвина и тётя Роки. Прихожанка Ирландской католической церкви. В отношении к младшему поколению заботлива, но строга. Ей часто приходится стирать одежду Роки. Эту обязанность она выполняет неохотно, но добросовестно.
- Кэлвин «Веснушка» Мак-Мюррей (озвучиваниеː Белшебер Русейп) — вежливый и послушный сын Нины, однако скрывает некоторые склонности, способные удивить её. Пока его мечта стать офицером полиции остаётся неосуществлённой, Веснушка (иногда не вполне добровольно) помогает Роки, своему двоюродному брату и партнёру по детским играм, выполнять его работу. Кличка «Веснушка» была получена им в детстве, когда Роки сбрил весь мех с его лица (без особой на то причины) и обнаружил под мехом единственную веснушку.
- Серафина Савуа (озвучиваниеː Бенни Лэйтэм) — участница конкурирующей банды «Бархатцы» (англ. Marigold) и самопровозглашённая жрица Вуду. Сестра Никодима. Они оба говорят на каджунском диалекте, распространённом в Орлеане, с некоторыми вкраплениями французского.
- Никодим «Нико» Савуа (озвучиваниеː Малколм Рэй) — брат Серафины и участник банды «Бархатцы». Наиболее яркая черта характера — нигилизм. Физически силён и невозмутим.
- Мордекай Хэллер (озвучиваниеː Сонвон Чо) — бывший сотрудник «Маргиналки» (в дни славы заведения). В настоящее время — участник банды «Бархатцев». Высококвалифицированный наёмный убийца с внешностью бухгалтера (коим и был в детстве). Крайне плохо способен взаимодействовать с другими, что видно на примере его отношений с Савуа и Виктором. Имя позволяет предположить, что он еврей.
- Дориан «Зиб» Зибовски (озвучиваниеː Валентайн Стоукс) — руководитель джазового оркестра «Маргиналки», играет на кларнете. Циничен, однако способен мириться со странностями Роки.

### Второстепенные и эпизодические персонажи
- Горацио Бруно (озвучиваниеː Уолтер Томас Витола) — швейцар бара «Маргиналка», возможно, бывший помощник официанта. Любит свой пиджак.
- Лэйси Хардт — личная помощница Седжуика.
- Эврил, Эмери и Эйвери — фермеры. Владеют фермой, в которой налажено нелегальное производство алкоголя, вне Сент-Луиса. Благодаря Роки испытывают постоянные трудности. Помогли банде «Бархатцев» избавиться от трупов, скормив части тел свиньям.
- Аса Суит (озвучиваниеː Джейсон Марноха) — лидер банды «Бархатцы», основного конкурента «Маргиналки». Называет свою профессию «ночной управляющий».
- Вёрджил — бродяга, слоняющийся по ночным улицам Сент-Луиса. Приятель Зиба.

## Награды
- В 2007 году комикс Lackadaisy получил все 4 награды, на которые был номинирован в конкурсе Выбор веб-аниматоров (Web Cartoonist’s Choice Awards): выдающийся новый проект, выдающийся художник, выдающаяся прорисовка персонажей и выдающийся антропоморфный комикс.
- В 2008 году комикс также получил 4 награды: выдающийся художник, выдающийся черно-белый комикс, выдающаяся прорисовка персонажей, выдающийся дизайн веб-сайта[11].